# Yahya Ibn al-Husayn

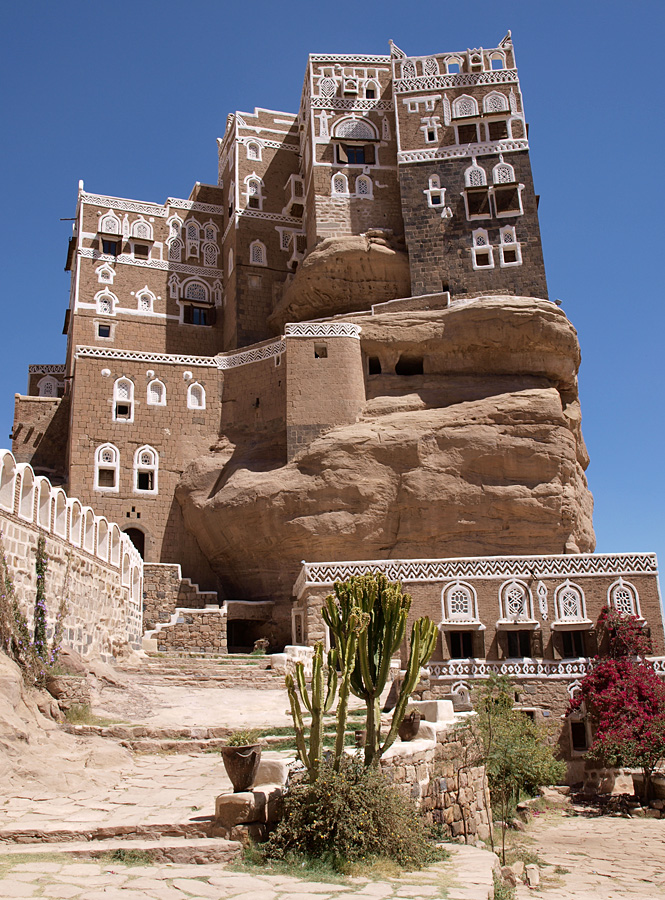
Dar al-Hajar, la residencia del Imán Yahya en Wadi Dhar cerca de Saná.

Yahya Mohamed Hamidaddin (o el Imán Yahya) (1869-1948) se hizo el Imán de los Zayidis en 1904 y el Rey del Reino de Yemen en 1926. Su nombre completo era S.M. Amir Al-Mumenin Al-Mutawakkil ' Ala Alá Rab ul-Alamin, Imán Yahya Mohamed Al-Mansur Bi'llah Hamidaddin, Imán y Comandante de los Fieles, y Rey de Yemen. Murió durante una tentativa de golpe fracasada en 1948 y fue sucedido por su hijo el Imán Ahmad.
Yahya Mohamed Hamidaddin nació en la rama de los Hamadaddin de la dinastía de Al-Qasimi. La muerte de su padre en 1904, lo hizo Imán, con eficacia el jefe sobre las áreas montañosas del futuro Yemen del Norte. Sin embargo los otomanos que hicieron la reclamación sobre el área, no reconocieron su mandato, con la guerra como el resultado. La guerra contra los otomanos vino a un final en 1911, y su dominio, el Yemen del Norte fue reconocido, sin embargo, Yahya se hizo un leal vasallo al Imperio Turco.
En 1918 el imperio turco-otomano pierde el control de estas tierras, y Yahaya pasa a ser su máximo gobernante, aunque bajo Inglaterra.